# Allyn Abbott Young
Allyn Abbott Young (Kenton (Ohio), Estados Unidos, 19 de setiembre de 1876–Londres, 7 de marzo de 1929) fue un economista estadounidense. Nació en una familia de clase media en Kenton (Ohio) y falleció a los 52 años en Londres como consecuencia de una breve neumonía durante una epidemia de gripe, cuando se encontraba en lo alto de poderes intelectuales y presidente de la Section F de la British Association. Young había sido también presidente de la American Statistical Association (1917) y la Asociación Estadounidense de Economía (1925).

## Biografía
Como documentó, en 1995, una biografía de Charles Blitch, Young fue un estudiante brillante, que se graduó en el Hiram College en 1892 a los 16 años. Tras unos pocos años en negocio de la impresión, en 1898 se matriculó en la escuela graduada de la University of Wisconsin, donde estudió Economía con Richard T. Ely y William A. Scott, Historia con Charles H. Haskins y Frederick Jackson Turner, y Estadística con Edward D. Jones. En 1900, Young asumió durante un año el empleo de asistente en la United States Bureau del Census, en Washington D. C., donde se estableció amistad con Walter F. Willcox, Wesley C. Mitchell y Thomas S. Adams.
Young volvió a la University of Wisconsin como Instructor en Economía de 1901 a 1902 y se graduó en 1902. Se embarcó en lo Blitch había llamado una carrera académica peripatética, comenzada con cartas a la Western Reserve University, 1902–04; Dartmouth, 1904–05; y Wisconsin, 1905–06. Posteriormente, de 1906 a 1910, fue jefe del departamento de Economía en Stanford, seguido por un año como visitor en Stanford, de 1910 a 1911, y dos años en la Washington University, St Louis, de 1911 a 1913. En 1914, Young alcanzó una de las inaugural Fellows de la American Statistical Association. De 1913 a 1920, Young fue profesor en la Cornell University, pero la guerra le alcanzó en Washington D. C. en 1917 para dirigir la Bureau of Statistical Research para el War Trade Board, y en New York en 1918 para dirigir la división de Economía del grupo conocido como "The Enquiry" con el coronel Edward M. House, el grupo asumió la elaboración de las bases de la Conferencia de Paz de París.
Su trabajo más conocido fue el discurso ante la British Association en setiembre de 1928 sobre "Increasing returns and economic progress" ("Incremento de retornos y progreso económico"). Nicholas Kaldor insistió en que este trabajo había sido rechazado porque estaba 50 años por delante de su época, pero la reciente recuperación de su interés como un precursor reconocido de la moderna "teoría del crecimiento endógeno".